# Schasiura
Schasiura este un gen de insecte lepidoptere din familia Arctiidae.

Cladograma conform Catalogue of Life:
| Schasiura | \| \| Schasiura gymnelioides \| \| \| \| \| \| Schasiura mimica \| \| \| \| |
|           | \| \| Schasiura gymnelioides \| \| \| \| \| \| Schasiura mimica \| \| \| \| |
|           | Schasiura gymnelioides                                                      |
|           |                                                                             |
|           | Schasiura mimica                                                            |
|           |                                                                             |